# Лесной удод
 Лесной удо́д (лат. Phoeniculus castaneiceps) — вид птиц из семейства древесных удодов. Самый мелкий представитель рода, длина тела — 25 см. Крылья и хвост черные без белых пятен, голова у самки коричневая, у самца голова может быть коричневой, белой или блестяще-зелёной. Клюв у всех птиц тёмно-серый.
В составе вида — 2 подвида:
- Phoeniculus castaneiceps castaneiceps (Sharpe, 1871). От Либерии на восток до Нигерии.
- Phoeniculus castaneiceps brunneiceps (Sharpe, 1903). От Камеруна, Габона, Республики Конго на восток до Уганды

Населяет экваториальные и тропические леса Западной, Центральной и Восточной Африки. В связи уничтожением тропических лесов, исчезает в восточной части ареала.
Относится к общественным птицам, чаще держится небольшими семейными группами. Преимущественно насекомоядная птица.